# Achille Paysant
Achille Paysant (Villepail, 27 septembre 1841 - Paris, 8 octobre 1927) est un poète français.

## Homme de lettres
Fils d'un notaire de Bais, il étudie au lycée Charlemagne. Il obtient en 1858 un accessit en discours français au Concours général.
Membre de l'Université, il est reçu en 1865 à l'agrégation de grammaire, sans passer par l'École normale. Il est professeur à Morlaix en 1865, à Juilly de 1866 à 1869, au Lycée Stanislas de 1868 à 1877, puis il exerce sa carrière d'enseignant au lycée Henri-IV de 1877 à 1904 auprès des petites classes. Il est chevalier de la Légion d'honneur en 1898. Avec Marguerite Duportal, Émile Trolliet, Lya Berger, Gustave Zidler, Henri Allorge, Pierre Billaud, il fait partie dès l’origine du groupe de la Revue des poètes fondée par Ernest Prévost. Il participa aussi à la Revue idéaliste d'Émile Trolliet. Il repose au cimetière de Gentilly (Paris 13e)

## Publications
- Le Chêne, poème, Toulouse, impr. de Rouget frères et Delahaut, 1869, 11 p., académie des Jeux floraux 1869.
- En famille : Petits poèmes ; Le Printemps et l'automne ; En famille ; Vers Dieu ; Menues rimes, Lemerre, 1888, V-217 p., in-16.

- Prix Archon-Despérouses 1890 de l’Académie française
- Vers Dieu. La nature - l'amour - la douleur - la foi, Paris[5], Jouve, Éditions de la Revue des Poètes[6], 1912, 1 vol. in-12, 400 p.

- Prix François-Coppée 1913 de l’Académie française